# Danielle Kind
Pour les articles homonymes, voir Kind.
Dani Kind, née Danielle Kind à Toronto au Canada le 10 janvier 1980, est une actrice et mannequin canadienne.

## Biographie
Dani Kind vit à Toronto en Ontario, où elle travaille comme actrice. Elle a commencé sa carrière d'actrice à l'école secondaire et a rejoint une équipe d'improvisation. Au collège, elle a étudié et obtenu un diplôme en arts du théâtre et joué dans de nombreuses productions. Dani a vécu à Montréal. Son rôle de Christie dans le téléfilm Les Deux Visages de Christie l'a révélée au grand public en 2007. Sa carrière lui a permis de travailler avec des comédiens tels que Tori Spelling, Michelle Stafford (Feux de l'Amour), Barbara Niven et Lou Diamond Phillips.

## Filmographie

### Cinéma
- 2002 : Posers de Katie Tallo : Sadi
- 2003 : Une femme aux abois (A Woman Hunted) de Morrie Ruvinsky : Une administratrice TV
- 2007 : Decoys 2 : Alien Seduction de Jeffery Scott Lando : Une fille gothique
- 2007 : Jack Brooks : Tueur de Monstres (Jack Brooks : Monster Slayer) de Jon Knautz : Une serveuse
- 2008 : Folle journée en vidéo (Picture This), de Stephen Herek : Une fille du lycée
- 2009 : Sleep Buddy de Ian Carpenter : Becky
- 2009 : Summer's Blood, de Lee Demarbre : Amber
- 2011 : The Righteous Tithe de Paul Dervis : Lara
- 2014 : Isolée de Ruba Nadda : Wait Staff
- 2018 : Apparence trompeuse de Veena Sud : Trini
- 2019 : The Banana Splits Movie de Danishka Esterhazy : Beth
- 2022 : Two deaths of Henry Baker de Felipe Mucci : Lucille

### Télévision
- 2008 : M.V.P. (Série TV) : Un reporter TV
- 2012 : The L.A. Complex (Série TV) : Meghan (saison 1 épisode 3)
- 2012 : Les Enquêtes de Murdoch (Série TV)
- 2013 : Cracked (Série TV)
- 2013 : The Good Witch's Destiny (Série TV)
- 2013 : Played, les infiltrés (Played) (Série TV) : Abi (saison 1 épisode 6)
- 2013 : Finding Christmas (Série TV)
- 2014 : Saving Hope, au-delà de la médecine (Saving Hope) (Série TV) : Blake (saison 2 épisode 12)
- 2014 : The Divide (Série TV) : Pauline MacDaniel (saison 1 épisodes 5 et 6)
- 2015 : Remedy (Série TV)
- 2015 : On the Twelfth Day of Christmas (Série TV)
- 2016 : Soupçon de magie (Good Witch) : Sarah Patterson (saison 2 épisode 3)
- 2016 : Flower Shop Mystery: Dearly Depotted (Série TV)
- 2016 : Four in the Morning (Série TV)
- 2016 : The Night Before Halloween (Série TV)
- 2017 - 2023 : Workin' Moms : Anne Carlson
- 2017 - 2020 : Wynonna Earp (Série TV) : Mercedes Gardner
- 2018 : In Contempt (série TV) : Miltown (saison 1 épisodes 5 et 6)
- 2019 : Ransom (Série TV) : Donna Perez (saison 3 épisode 6)
- 2022 : Coroner  (Série TV) : Rosa  (saison 4 épisode 12)

### Téléfilms
- 2006 : Péril à domicile (Maid of Honor) de Douglas Jackson (Téléfilm) : Mollie Wynn
- 2006 : Black Widower de Christopher Leitch (Téléfilm) : Stacy
- 2007 : Telle mère... telle fille! de Robert Malenfant (Téléfilm) : Emily
- 2007 : Les Deux Visages de Christie (Christie's Revenge) de Douglas Jackson (Téléfilm) : Christie Colton
- 2008 : Secrets inavouables (Dead at 17) de Douglas Jackson (Téléfilm) : Danni
- 2009 : Carny de Sheldon Wilson (Téléfilm) : Une femme léopard
- 2010 : Pure Pwnage : Julie